# Zeri
Zeri is een gemeente in de Italiaanse provincie Massa-Carrara (regio Toscane) en telt 1314 inwoners (31-12-2004). De oppervlakte bedraagt 73,5 km², de bevolkingsdichtheid is 18 inwoners per km².
De volgende frazioni maken deel uit van de gemeente: Patigno, Coloretta, Valditermine, Bergugliara, Adelano, Rossano, Noce, Castello, Ferdana, Villaggio Aracci, La Dolce, Antara, Villaggio Passo del Rastrello.

## Demografie
Zeri telt ongeveer 682 huishoudens. Het aantal inwoners daalde in de periode 1991-2001 met 11,6% volgens cijfers uit de tienjaarlijkse volkstellingen van ISTAT.
| Jaar | Inwoneraantal |
| ---- | ------------- |
| 1991 | 1563          |
| 2001 | 1382          |

## Geografie
De gemeente ligt op ongeveer 708 m boven zeeniveau.
Zeri grenst aan de volgende gemeenten: Albareto (PR), Mulazzo, Pontremoli, Rocchetta di Vara (SP), Sesta Godano (SP), Zignago (SP).
Aulla · Bagnone · Carrara · Casola in Lunigiana · Comano · Filattiera · Fivizzano · Fosdinovo · Licciana Nardi · Massa · Montignoso · Mulazzo · Podenzana · Pontremoli · Tresana · Villafranca in Lunigiana · Zeri
1. ↑  https://demo.istat.it/?l=it.